# Nimbya juncicola
Nimbya juncicola är en svampart som beskrevs av E.G. Simmons 1989. Nimbya juncicola ingår i släktet Nimbya och familjen Pleosporaceae.   Inga underarter finns listade i Catalogue of Life.